# Japans idool

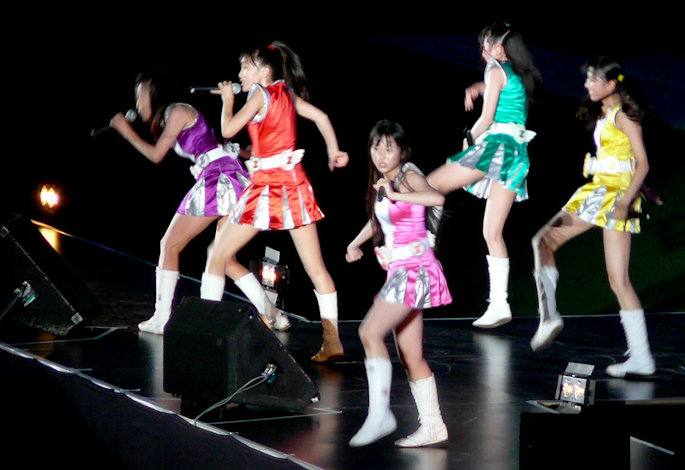
Momoiro Clover Z

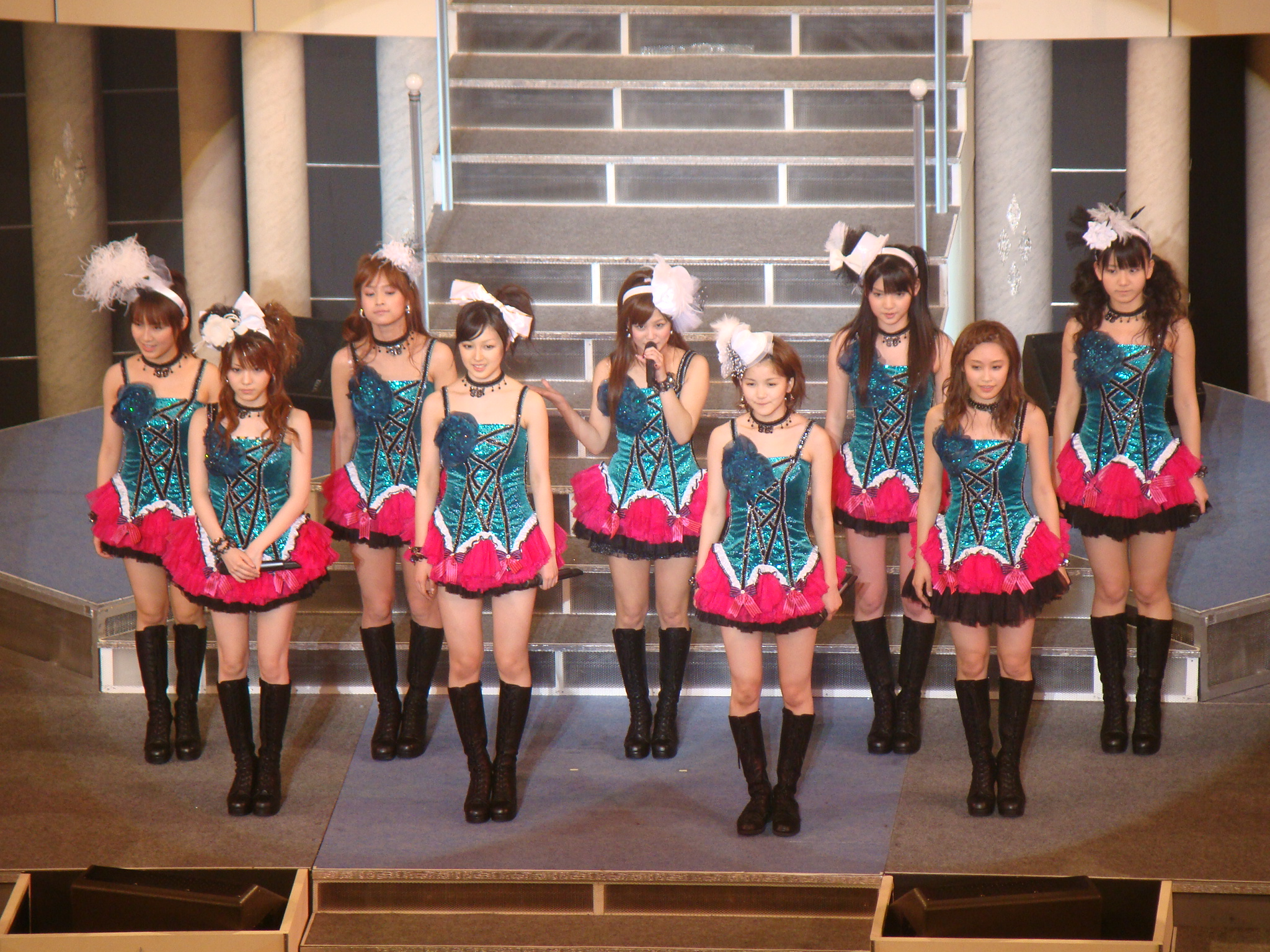
Morning Musume

In de Japanse cultuur zijn idolen (アイドル, aidoru) tieners of twintigers die bijzonder mooi of aantrekkelijk gevonden worden, en die gedurende enkele maanden tot jaren regelmatig media-aandacht krijgen, bijvoorbeeld in popgroepen, als acteurs in bijrollen, als "tv-persoonlijkheden" (tarento), fotomodellen in magazines of in advertenties.
Niet elke jonge beroemdheid wordt beschouwd als een idool, en jonge beroemdheden die zich als rebel willen profileren, verwerpen vaak expliciet het etiket "idool".

## Geschiedenis
Het idoolfenomeen ontstond in de vroege jaren 1970, in de nasleep van de hype rond Sylvie Vartan in de Franse film Cherchez l'idole (1963). Tienermeisjes (meestal tussen 14 en 16 jaar oud) en tienerjongens (meestal tussen 15 en 18) werden erg populair; wellicht de bekendste toen was Momoe Yamaguchi, die een ster bleef tot ze de showbizz vaarwel zei bij haar huwelijk in 1980.
Tijdens de jaren 1980 overheersten idolen de popmuziek: op een jaar konden wel 50 idolen opkomen, om vaak snel weer uit de aandacht te verdwijnen. Slechts een aantal idolen, zoals Seiko Matsuda, bleven vele jaren later nog populair.
Terwijl Japanse vrouwelijke idolen tijdens de jaren 1990 aan invloed moesten inboeten ten nadele van (rock)muzikanten en zangers die minder nadruk legden op uitzicht en imago, wonnen mannelijke idolen zoals SMAP, Kinki Kids, Tokio en V6 net aan invloed. In plaats van elkaar te beconcurreren, begonnen verschillende idolen verschillende zeer specifieke doelpublieken op te zoeken.
Vanaf het midden van de jaren 1990 werden steeds jongere idolen gelanceerd en werden muziekgroepen die bestonden uit idolen, zoals Speed of Morning Musume, erg populair. Met de opkomst van het internet ontstonden tijdens de late jaren 1990 ook net-idolen, die enkel op websites te zien waren, en in 1997 werd Kyoko Date "geboren", het eerste volledig virtuele idool.
De huidige situatie op idool-vlak in Japan wordt omschreven als "Idol sengoku jidai" (アイドル戦国時代; letterlijk: idolen oorlogstijdperk). Een belangrijke speler is Hello! Project, een uitgebreid collectief van idolen en groepen, waaronder Morning Musume, Berryz Kobo, °C-ute en S/mileage.
Momoiro Clover Z werd opgericht door Startdust Promotion in 2008 en wordt sinds 2011 gevormd door vijf tienermeisjes.